# مكتبة شخصية

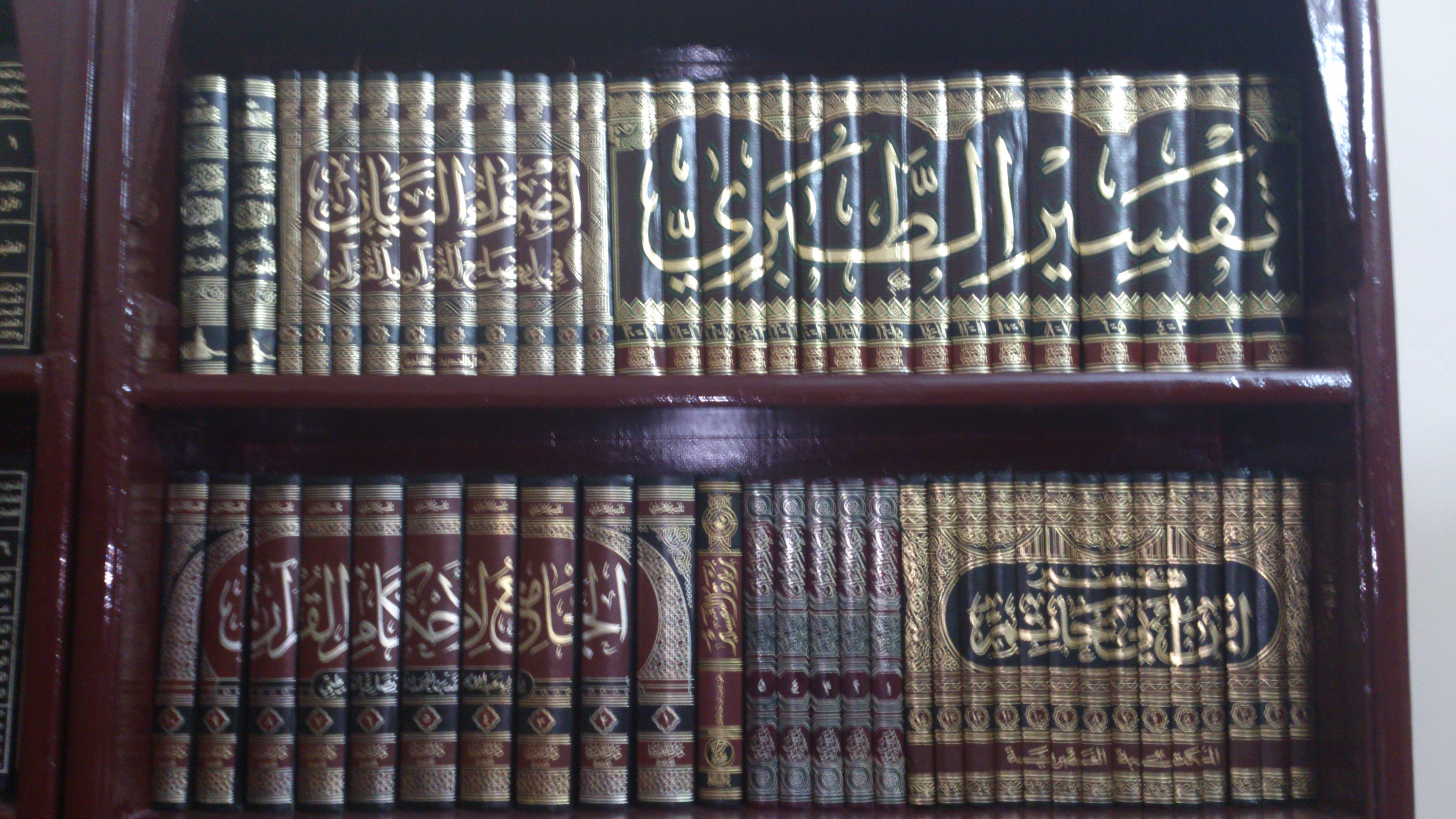
مكتب تضم بعض الكتب لتفسير القرآن الكريم.

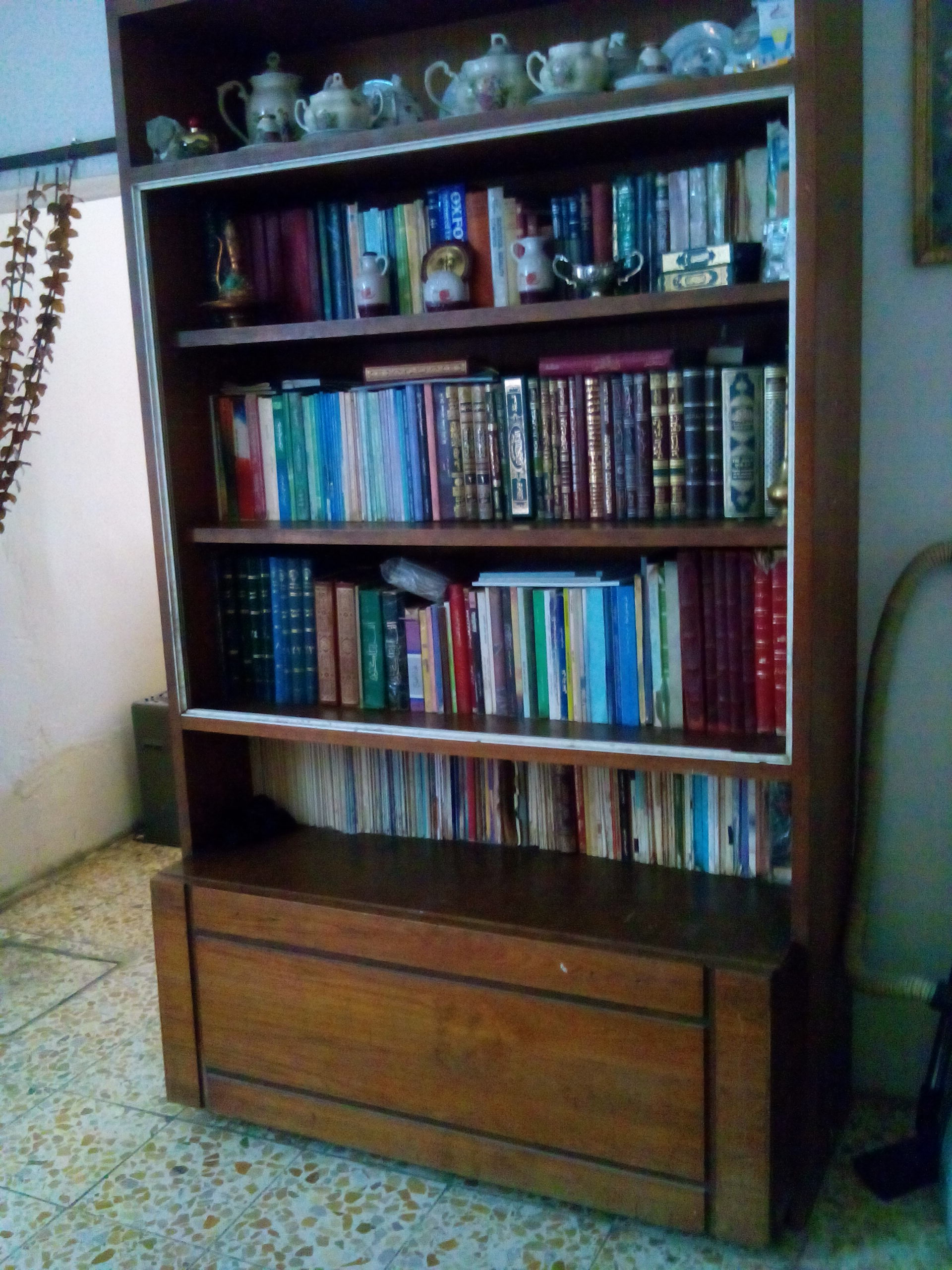
مكتبة شخصية في منزل.

المكتبة الشخصية (الجمع: مَكْتَبَات أو مَكَاتِب) أو خِزانة كُتب هي ضرورة يمتلكها بعض الأفراد، ولكن أدى بعضها دورا مهما في إثراء الحياة الثقافية والفنية والفكرية لأصحابها والمحيطين بهم فثقفت كثيرا منهم ثقافة ذاتية منظمة جعلتهم في مصاف المتخصصين وأبرز مثل لذلك هو (الاستاذ مصطفى صادق الرافعي) الذي أصيب بالصمم فعكف على مكتبة والده حتى خرج منها وهو يقف في صفوف المتخصصين في علوم اللغة والأدب.
والمكتبة الشخصية تعتبر من أهم أنواع المكتبات لأن وجودها في المنزل يخلق جوا ثقافيا لأفراد المنزل وهي تعمل على غرس حب القراءة في أفراد المنزل ولذلك فهي تستحق منا الاهتمام الدائم لأنها من الضروريات اللازمة لكل منزل فنجد من الناس من يمتلك في منازلهم غرفا كاملة يخصصونها للكتب، ومنهم أيضا من يحتفظ بالكتب في غرفة بسيطة أما الذين لا تسمح ظروفهم بتخصيص غرفة للكتب فيحاولون إيجاد مكان لها في أي زاوية من المنزل، وصفوف الكتب في أي غرفة على اختلاف ألوانها وأحجامها تثير في النفس شعورا بالارتياح ولذلك فنجد أن المنزل الذي يحوى ضمن ردهاته غرفة للمكتبة الشخصية فهو المنزل الأمثل الذي يفخر به المجتمع ويكون رمزا لتقدم الأمة ورقي المجتمع.
والمكتبة الشخصية ليست مجرد مجموعة من أوعية المعلومات توضع في المنزل أو مكتب فرد ما، ولا تستخدم فتصبح مجرد ديكور بالمنزل أو شيئا مكملا لزينة المنزل أو مكتب صاحبها، وإنما أهم شيء في المكتبة الشخصية – سواء أكانت مفهرسة أو لا، منظمة بطريق من طرق الترتيب المعروفة أو منظمة بطريقة يبتدعها صاحبها – هو الاستخدام من جانب صاحب المكتبة أو من جانب أصدقائه وأقاربه.

## مفهوم المكتبات الشخصية
المكتبة هي المكان الذي يتواجد بهِ طلاب العلم والمثقفين وهي مكان القراءة الأول، وهي تهدف إلى جمع مصادر المعلومات والبيانات المختلفة، وهناك عدة تعريفات للمكتبات الشخصية وسوف نأتي فيما يلي على أهم تلك التعريفات:
(فقد عرف هارود) المكتبة الشخصية بأنها«المكتبة التي يمتلكها الفرد وكذلك يمتلكها فئات من الناس أو النادى أو مؤسسة أخرى حيث العامة ليس لهم الحق في الدخول إليها إلا بإذنه».
فالتعريف السابق يبين أن المكتبة الشخصية هي التي يمتلكها الفرد وهذا ما سوف أتناوله في هذه الرسالة أما التي يمتلكها فئات من الناس مثل النادي أو المؤسسة فلا تدخل ضمن نطاق الرسالة وكذلك يؤكد التعريف على أن من صفات المكتبة الشخصية أنها غير مفتوحة للعامة وهذا ما يميزها عن المكتبات الأخرى.
وقد عرف (سيد حسب الله، أحمد محمد الشامي) المكتبات الشخصية بأنها «مكتبة خاصة. مكتبة يمتلكها الفرد. تطلق كذلك على المكتبة التي تملكها جمعية أو نادى والتي لا يستخدمها غير الأعضاء ولا تموّل بأموال عامة».وهذا التعريف مترجم من تعريف «هارود» للمكتبات الشخصية ولكن زادا عليه بان المكتبة الشخصية تمول بأموال خاصة أي بأموال صاحبها حيث أنه يقوم بتزويدها بالكتب عن طريق الشراء.
أما تعريف الدكتور شعبان خليفة للمكتبات الشخصية بأنها «مكتبة الفرد، يقيمها في منزله أو مكتبه أو صالونه، وتتلون عادة بلون اهتماماته ورغباته وظروفه الشخصيـة».وهذا التعريف يركز على أن المكتبة الشخصية توجد في منزل الشخص أو مكتبه أو صالونه وإن مجموعات المكتبة الشخصية لفرد ما تتغير على حسب تخصص الشخص وميوله واهتماماته.
ومن تلك التعريفات تخلص الباحثة إلى التعريف الإجرائي التالي الخاص بالمكتبات الشخصية موضوع الدراسة:«إن المكتبة الشخصية هي التي ينشئها الأفراد في منازلهم أو مكاتبهم لخدمة أغراضهم الشخصية ولخدمة المحيطين بهم من الأهل والأصدقاء وتظل في حوزتهم في مكان إقامتهم أو مكاتبهم ولا تؤول بعد وفاة أصحابها إلى أي مكتبة رسمية وإنما تؤول إلى الورثة ومجموعاتها تدور في نطاق تخصص أصحابها واحتياجاتهم واهتماماتهم الشخصية».

## المقصود بصاحب المكتبة الشخصية
وطالما أن المكتبة الشخصية هي مكتبة تخص فردا ما يطلق عليه اسم صاحب المكتبة الشخصية فقد لزم تعريفه وهناك تعريفات كثيرة له، ولكننا سوف نذكر أهم تلك التعريفات:
فقد عرفه (هارود، وسيد حسب الله، أحمد محمد الشامي) هو «الشخص الذي يشترى الكتب بانتظام في مجال معين من مجالات المعرفة أو في فرع من فروع الببليوجرافيا التاريخية».
وترى الباحثة أن (صاحب المكتبة الشخصية) هو «الشخص الذي يشترى ويجمع الكتب بطرق مختلفة بانتظام في مجال تخصصه أو في موضوعات اهتمامه لخدمة أغراضه الشخصية ولخدمة عمله ولخدمة المحيطين به من الأهل والأصدقاء».
وأصحاب المكتبات الشخصية أي الذين يجمعون الكتب في مكتباتهم الشخصية على ثلاثة مستويات:
الجامع العادي:[book collector]، الجامع عاشق الكتب[bibliophile ]، الجامع مجنون الكتب:[bibliomaniac ].
والجامع العادي: book collector : هو الشخص الذي يشترى ويجمع الكتب بانتظام في مجال معين أي في مجال تخصصه أو في موضوعات اهتمامه وكذلك يُهدى من هذه الكتب.
وأما الجامع عاشق الكتب: bibliophile : فهو الشخص الذي يحب الكتب يشترى ويجمع ويهدى ويستهدى الكتب وكذلك يعرف كيف يميز بين الجيد والرديء منها وسبب جمعه للكتب هو الحب المخلص لها.
وأما الجامع مجنون الكتب: bibliomaniac : فهو الشخص الذي يشترى ويجمع ويسرق ويبيع كل ما لديه من أجل الكتب أي يجمع الكتب بأي طريقه ممكنة مهما كانت لا يهمه الوسيلة التي يجمع بها الكتب وإنما يهمه الكتب لديه سواء كانت جيدة أم رديئة حتى إنه من الممكن أن يحرم نفسه من أدنى (أهم)الضروريات في سبيل شراء كتاب يسد به حاجته الفكرية وقد يكون جمعه لهذه الكتب بغرض التباهي أو المنافسة أو بغرض الحب الشديد للكتب أو للقراءة وقد يستخدم بعض من الببليومانيين الكتب كقطع للأثاث المنزلي أو كأدوات تنفع في صنع أي شيء أو حتى للمضغ والأكل والالتهام، ولا ينبغي أن يوصم كل محب للكتب بأنه ببليومانى فالكثيرون منهم يدفعهم الولاء للعمل والمعرفة إلى اقتناء وحب الكتب.
ولكن علينا ألا ننسى أنه مهما كانت الأسباب والدوافع ومهما بلغ انتقاد الناس لهم، تظل هناك حقيقة ثابتة هي أن أولئك الجامعين للكتب قد أسهموا بقسط وافر في ازدهار المعرفة، فقد خرج من بين صفوفهم بعض علماء الكتب، كما تعلمنا منهم العناية بالكتب وأساليب صيانتها. ولا ريب في أنهم أفادوا أجيالا عديدة من المشتغلين بالمكتبات في ابتكار الوسائل المختلفة للحصول على الكتب والأهم من ذلك كله أن أولئك الذين وهبوا أحاسيسهم وأفكارهم وأموالهم وجهودهم للكتب قد أعطوا للقراءة قيمة ومعنى باعتبارها الوظيفة الأولى للإنسان المتحضر

## أهمية المكتبات الشخصية
تبرز أهمية المكتبات الشخصية تجاه مالكيها والمحيطين بهم من الأهل والأصدقاء في التدعيم المهني والتخصصي لأصحابها وإثراء الحياة الثقافية والفنية والفكرية لهم وكذلك تعكس مدى تقدم ورقى المجتمع وتوضح ميول واتجاهات القراءة في المجتمع.
وتبرز أهميتها كذلك في أن (صاحبها) يحاول أن يبنى مجموعة متوازنة من أوعية المعلومات حول موضوعات اهتمامه وتخصصه وذلك بطريقة أفضل مما تقوم به أي مكتبة رسمية أخرى ولأن هذا النوع من المكتبات لا يخدم الجمهور العام ولكنه يخدم صاحبه فقط فإن مجموعات المكتبة الشخصية يمكن أن تبنى إلى درجة الكمال في مجالات معينة وتتم صيانتها والعناية الفائقة بها عن المجموعات الموجودة في أي مكتبة رسمية أخرى، كما أن المكتبة الشخصية عادة ما تكون بعيدة عن التخريب والتدمير الذي تتعرض له مجموعات المكتبات الرسمية كما أنها بمنأى عن سوء الاستخدام الذي تتعرض له مجموعات المكتبات الرسمية.
وللمكتبة الشخصية أهمية عظيمة حيث أنها قد تؤول في النهاية إلى المجتمع إما عن طريق صاحب المكتبة نفسه عندما يهبها لمكتبة معينة أو للمجتمع أو بعد وفاته يقوم الورثة ببيعها أو إهدائها لمكتبة معينة أو للمجتمع، وكذلك قد نجد أن بعض المكتبات الرسمية الكبرى قد أقيمت على أساس من المكتبات الشخصية.

## مشكلات خاصة بوجود المكتبات الشخصية

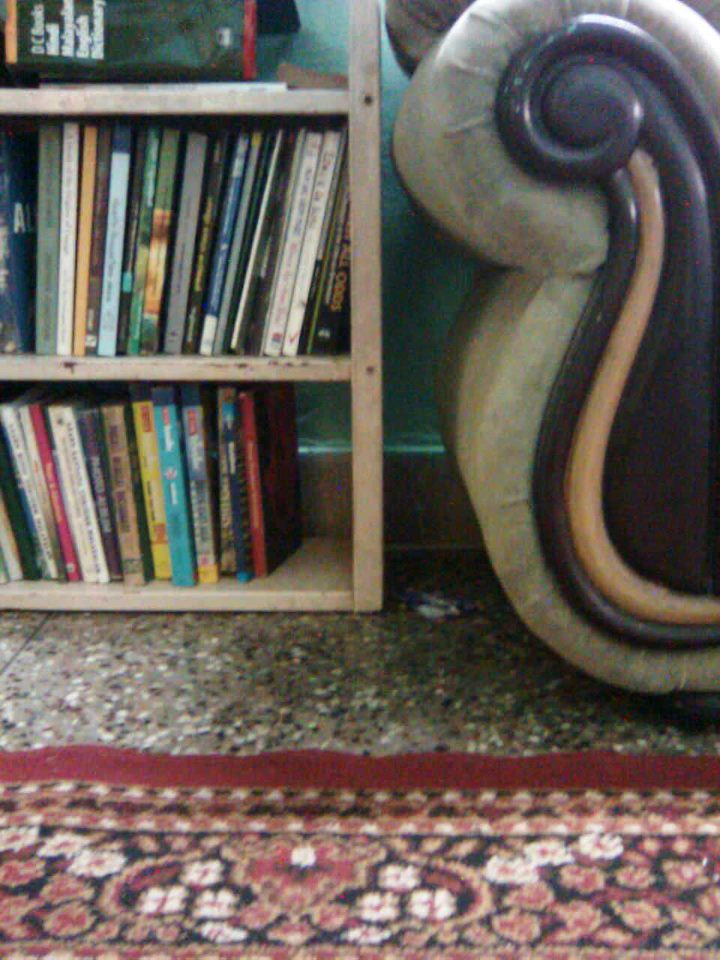
مكتبة منزلية صغيرة.

القراءة هي مفتاح المعرفة لأنها الطريق الذي يمدنا بالمعلومات عما يقع في الكون من أحداث وما يدور في البيئة من وقائع وما وصلت إليه العقول من خبرات، وهي إلى جانب ذلك متعة تعين على ملء أوقات الفراغ بنشاط مثمر رشيد ولا شك انه لا يوجد بين أغراض التربية غرض أبعد أثرا وأكثر فائدة من توجيه الأطفال إلى الكتب حتى ينشأ بينهم وبين الكتب منذ حداثتهم جو من الصداقة والألفة السعيدة، ومن الضروري أن تحتوي المكتبة على المصادر والمراجع العلمية كي يستفيد منها معظم أهل المنزل خصوصا الطلاب الذين ما يزالون في المدرسة.
ومهما بلغت إرادة الإنسان أو رغبته في بناء مكتبة شخصية فلن يستطيع أن يأمل في الحصول على كل الكتب التي يحتاج إليها، ومن العوائق المانعة في ذلك قلة المال المخصص لشراء الكتب، وصعوبة الحصول على بعض الكتب، بالإضافة إلى ضيق مساحة الدور السكنية حيث أن المنزل الحديث يبني ونادرا ما يوجد به مساحة كافية للرفوف أو الدواليب الداخلة في الجدران لكي تسع مكتبة شخصية من أي حجم.

## كيفية إنشاء مكتبة شخصية
الموقع والأثاث
- قد تكون المكتبة مستقلة في غرفة خاصة بها مع توفر مكان هادئ ومريح للجلوس والاستمتاع بالقراءة. وهى أفضل أنواع المكتبات الشخصية.
- قد تكون جزءاً من غرفة المعيشة، حيث توضع الكتب في خزانة التلفاز وتنظيم الكتب على اختلاف ألوانها وأحجامها تثير في النفس شعورا بالارتياح.
- قد تكون مجرد رف في غرفة الأطفال يضعون بها كتبهم ومجلاتهم الخاصة.
- ينبغي توفير الإضاءة والتهوية الجيدة.
- ينبغي تلوين جدران الغرفة الموجود بها المكتبة بلون فاتح مثل الأزرق الفاتح أو الأخضر أو الأبيض فهذا يعطى شعورا بالارتياح للمكان وبالتالي يساعد على التعمق في القراءة والفهم بصورة سريعة.
- ينبغي وضع الستائر المناسبة للحد من وصول ضوء الشمس المباشر على الكتب حتى لا تتلف.
- ينبغي تجميع الكتب والمجلات والمراجع والنشرات والمواد السمعية البصرية، وترتيبها في أماكن مخصصة لكل منها في المكتبة.
- ينبغي تخصيص ركن للطفل يرجع إليه يحتوي على القصص والكتب والمجلات المناسبة لعمره واهتماماته.[4]